# Infinity 2012
Infinity 2012 è un singolo pubblicato nel 2012 da Guru Josh.
Si tratta del rifacimento del brano del 1989 dello stesso Guru Josh, Infinity, che era stato già oggetto di un remix con il titolo di Infinity 2008, questa volta remixato da DJ Antoine e Mad Mark.

## Tracce
Testi e musiche di Guru Josh.
1. Infinity 2012 (DJ Antoine vs. Mad Mark radio edit) – 3:35
2. Infinity 2012 (DJ Antoine vs. Mad Mark remix) – 6:56

Durata totale: 10:31

## Classifiche
| Classifica (2012) | Posizione massima |
| ----------------- | ----------------- |
| Austria           | 10                |
| Germania          | 14                |
| Svizzera          | 16                |